# Dziwna para II
Dziwna para II (ang. The Odd Couple II) – amerykański film komediowy z 1998 w reżyserii Howarda Deutcha. Główne role zagrali Walter Matthau i Jack Lemmon. Był to ich ostatni wspólny film.
Film jest kontynuacją zrealizowanej 30 lat wcześniej przez Gene’a Saksa komedii Dziwna para (1968) na podstawie sztuki Neila Simona.

## Obsada
- Walter Matthau – Oscar Madison
- Jack Lemmon – Felix Unger
- Jonathan Silverman – Brucey Madison, syn Oscara
- Lisa Waltz – Hannah Unger, córka Felixa
- Mary Beth Peil – Felice Adams
- Christine Baranski – Thelma
- Jean Smart – Holly
- Barnard Hughes – Beaumont
- Richard Riehle – szeryf
- Joaquin Martinez – kierowca ciężarówki
- Rex Linn – Jay Jay
- Jay O. Sanders – Leroy
- Doris Belack – Blanche Madison – Povitch, była żona Oscara
- Ellen Geer – Frances Unger – Melnick, była żona Felixa
- Lou Cutell – Abe
- Alice Ghostley – Esther
- Rebecca Schull – Wanda
- Mary Fogarty – Flossie
- Peggy Miley – Millie
- Florence Stanley – Hattie
- Estelle Harris – flirtująca kobieta
- Liz Torres – Maria
- Amy Yasbeck – stewardesa